# فرودگاه بین‌المللی پاکسه
 فرودگاه بین‌المللی پاکسه (به انگلیسی: Pakse International Airport) یک فرودگاه نظامی با کد یاتا PKZ است که یک باند فرود آسفالت دارد و طول باند آن ۲۴۰۰ متر است. این فرودگاه در کشور لائوس قرار دارد و در ارتفاع ۱۰۷ متری از سطح دریا واقع شده است.

## شرکت‌های هواپیمایی و مقصدهای پروازی
| شرکت‌های هواپیمایی | مقصدهای پروازی                                                     |
| ----------------- | ------------------------------------------------------------------ |
| Lao Airlines      | سووارنابومی، تان سون نهات، لوآنگ پرابانگ، ساوانخت، واتایی، سیم ریپ |